# M6 (Wit-Rusland)
De M6 of Magistrale 6 is een hoofdweg in Wit-Rusland met een lengte van 262 kilometer. De weg loopt van Minsk via Hrodna naar de grens met Polen. Aan de Poolse grens sluit de weg aan op de Poolse weg DK68 naar Białystok. Twee trajecten met een gezamenlijke lengte van 75 kilometer zijn uitgebouwd tot expresweg. Dit zijn het deel tussen Minsk en Rakau en een deel bij Hrodna. De M6 is tot de aftakking van de M7, bij Valozjin, onderdeel van de E28 tussen Berlijn en Minsk.

## Geschiedenis
Het deel tussen Lida en de Poolse grens lag tijdens het Interbellum in Polen. De weg had toen het nummer 4.
M1 · 
M2 · 
M3 · 
M4 · 
M5 · 
M6 · 
M7 · 
M8 · 
M9 · 
M10 · 
M11 · 
M12 · 
M14